# Route nationale 717
Pour les articles homonymes, voir Route 717.
La route nationale 717 ou RN 717 était une route nationale française reliant le Chaumois à Chambon-sur-Voueize. À la suite de la réforme de 1972, elle a été déclassée en RD 917.

## Ancien tracé du Chaumois à Chambon-sur-Voueize (D 917)
- Le Chaumois, commune de Briantes
- Sainte-Sévère-sur-Indre
- Boussac

Puis, elle faisait tronc commun avec la RN 697 pour rejoindre La Roussille.
- La Roussille, commune de Saint-Silvain-Bas-le-Roc
- Lavaufranche
- Soumans
- Lépaud
- Chambon-sur-Voueize

- La D917 traversant Sainte-Sévère-sur-Indre.